# 邁大
邁大（PT Mayora Indah Tbk，或简称为Mayora）是一家印度尼西亚食品和饮料公司，成立于1977年2月17日。该公司旗下的Kopiko被认为是世界上最大的咖啡糖制造商。该公司自1990年7月4日起在雅加达证券交易所（现印尼證券交易所）上市。